# 伊利昌卡
46°36′32″N 30°48′50″E / 46.60889°N 30.81389°E
伊利昌卡（烏克蘭語：Ілічанка）是位於烏克蘭西南部的村莊，由敖德萨州敖德萨区的克拉斯諾西爾卡市鎮負責管轄。該村始建於1900年，面積0.4平方公里，海拔高度57米，2001年人口1,321，人口密度每平方公里3,302.5人。